# リアム・ロシニアー
リアム・ジェイムズ・ロシニアー（Liam James Rosenior, 1984年7月9日 - ）は、イングランド・ワンズワース出身の元サッカー選手。サッカー指導者。現役時代のポジションはDF（右サイドバック）。

## 経歴

### ブリストル・シティ
2001-02シーズンに3部リーグのブリストル・シティFCでデビュー。2003年夏の契約満了に伴いフラムFCへの入団を主張したが、ブリストル・シティ側は移籍は無効だとして訴訟を起こした。結局フラムFC側が和解金を支払うことで決着し、2003年11月に正式に契約を交わした。

### フラム
ブリストル・シティ時代は攻撃的ミッドフィールダーだったが、フラムのクリス・コールマン監督はスティーブ・フィナンの移籍により手薄となった右サイドバックにコンバートされる。1年以上リザーブチームで修行を積み、2004年9月のカーリング・カップ、ボストン・ユナイテッドFC戦でトップチームデビューを果たした。さらにプレミアリーグ公式戦デビューとなった同年12月のマンチェスター・ユナイテッドFC戦では、対面のクリスティアーノ・ロナウドを完封し、マン・オブ・ザ・マッチに選出された。
同年代・同ポジションの有望株であるモリッツ・フォルツとポジションを争い、2005-06シーズンにはフォルツをベンチに追いやることも多く、レギュラー争いで一歩前に出る。2006年夏にはクラブと新たに4年の長期契約を交わした。

### レディング
2007年8月、移籍期限最終日に薛琦鉉と入れ替わる形でレディングFCへの移籍が決定した。契約期間は3年間となる。

### ハル
2009-10シーズン限りでレディングを去りフリーとなるが、2010年10月29日にハル・シティAFCへ加入する。2012-13シーズンには、スティーヴ・ブルース監督の下クラブのプレミアリーグ昇格に貢献。シーズン終了後には契約を2年間延長した。2014-15シーズンの結果クラブは降格が決定し、自身も放出された。

### ブライトン
2015-16シーズンより、チャンピオンシップのブライトン・アンド・ホーヴ・アルビオンFCと3年契約を締結した。2016-17シーズンにはクラブのプレミアリーグ昇格を経験した。2017-18シーズン終了に伴いクラブとの契約が満了し、現役引退を表明した。引退後はクラブのU-23部門でアシスタントコーチに就任すると共に、Sky Sportsのコメンテーターを務めている。

## 代表歴
2005年にはイングランドU-21代表に選出され、トゥーロン国際大会でレギュラーとしてプレーした。

## 人物
サイドバックとしてのキャリアは短いものの、集中力の高さを生かした粘り強いマーキングへの評価は高く、また利き足とは逆サイドの左サイドバックでもプレーレベルが落ちない。
実父は1980年代にフラムFCでFWとして活躍したリロイ・ロシニアー（現解説者）。4部リーグ、トーキー・ユナイテッドFCの監督をリロイが務めていた2004年3月、リアムを短期レンタルで獲得したこともある。